# Bunazosin
Bunazosin, ein Chinazolinderivat, ist ein Arzneistoff aus der Gruppe der α1-Adrenozeptor-Antagonisten.

## Pharmakologie
Bunazosin besitzt starke blutdrucksenkende Eigenschaften. Außerdem hat es positive Auswirkungen auf den Fettstoffwechsel, den Glukosestoffwechsel und die Proliferation der glatten Gefäßmuskelzellen. Darüber hinaus kann Bunazosin auch bei Begleiterkrankungen wie Bronchitis, Niereninsuffizienz, peripherer arterieller Verschlusskrankheit und Diabetes mellitus hilfreich sein. Mit Hilfe einer Studie konnte gezeigt werden, dass Bunazosin ein gleichermaßen wirksames blutdrucksenkendes Mittel ist, das im Vergleich zu anderen Alphablockern keine mehrfache Titration zur Dosiseinstellung erfordert. Im Vergleich mit Prazosin erwies sich Bunazosin als überlegen in Bezug auf die orthostatische Toleranz, die mit dem Schellong-Test getestet wurde.
Das Potenzial von Bunazosin-Hydrochlorid als Mittel gegen Glaukom wurde in einer Reihe von Studien untersucht. Die Ergebnisse dieser Studien deuten darauf hin, dass Bunazosin-Hydrochlorid sowohl eine Verbesserung der Durchblutung des Auges als auch eine direkte neuroprotektive Wirkung hat. Bunazosin-Hydrochlorid könnte daher als Therapeutikum gegen ischämische Netzhauterkrankungen (wie Glaukom und retinale Gefäßverschlusskrankheiten), die mit Störungen des Augenkreislaufs einhergehen, nützlich sein.

## Nebenwirkungen
Häufige Nebenwirkungen sind:
- Kopfschmerzen[5]
- Schwindel[5]
- Herzrhythmusstörungen: Herzklopfen, Herzrasen[5]
- Schlafstörungen[5]
- Sehstörungen[5]
- Druckgefühl in der Brust[6]

Bunazosin kann das Reaktionsvermögen soweit vermindern, dass Autofahren und/oder das bedienen von Maschinen gefährlich ist.

## Synthese
Die Synthese von Bunazosin erfolgt durch Umsetzung von 2-Chlor-6,7-dimethoxy-4-chinazolinamin mit 1-(1,4-Diazepan-1-yl)butan-1-on:

## Handelsnamen
Andante (D), Detantol (J)